# Zigerbergkopf
Zigerbergkopf je planina na granici Lihtenštajna i Austrije u lancu Rätikon u istočnim Alpama s visinom od 2,051 metara.